# Адаховщина (Барановичский район)
Ада́ховщина (бел. Адахаўшчына) — деревня в Барановичском районе Брестской области Белоруссии, в составе Крошинского сельсовета. Население — 40 человек (2019). До 2013 года входила в состав Колпеницкого сельсовета.

## Этимология
Названия поселений на -овщина активно возникали в период с XV по XVII век.

## География
Адаховщина находится на правом берегу реки Щара в 9 км к востоку от центра города Барановичи и в 4 км от его восточной оконечности. С запада к деревне примыкает деревня Лавриновичи, с востока протекает Щара, по которой здесь проходит граница с Ляховичским районом. На противоположном берегу реки находится одноимённая деревня Ляховичского района, где сохранились остатки дворянской усадьбы. Через деревню проходит автодорога Барановичи — Несвиж.

## История
Первое письменное упоминание об Ильинской церкви в Адаховщине датируется серединой XVI века. В 1866 году построено новое деревянное здание церкви. В то время церкви принадлежало 60 десятин земли, в том числе 30 десятин пашни. Во второй половине XIX — начале XX века село принадлежало Даревской волости Новогрудского уезда Минской губернии. В 1886 году в селе было 63 двора, две церкви и школа. В 1909 году — 157 дворов и 1056 жителей (без учёта имения, которое находилось на противоположном берегу Щары).

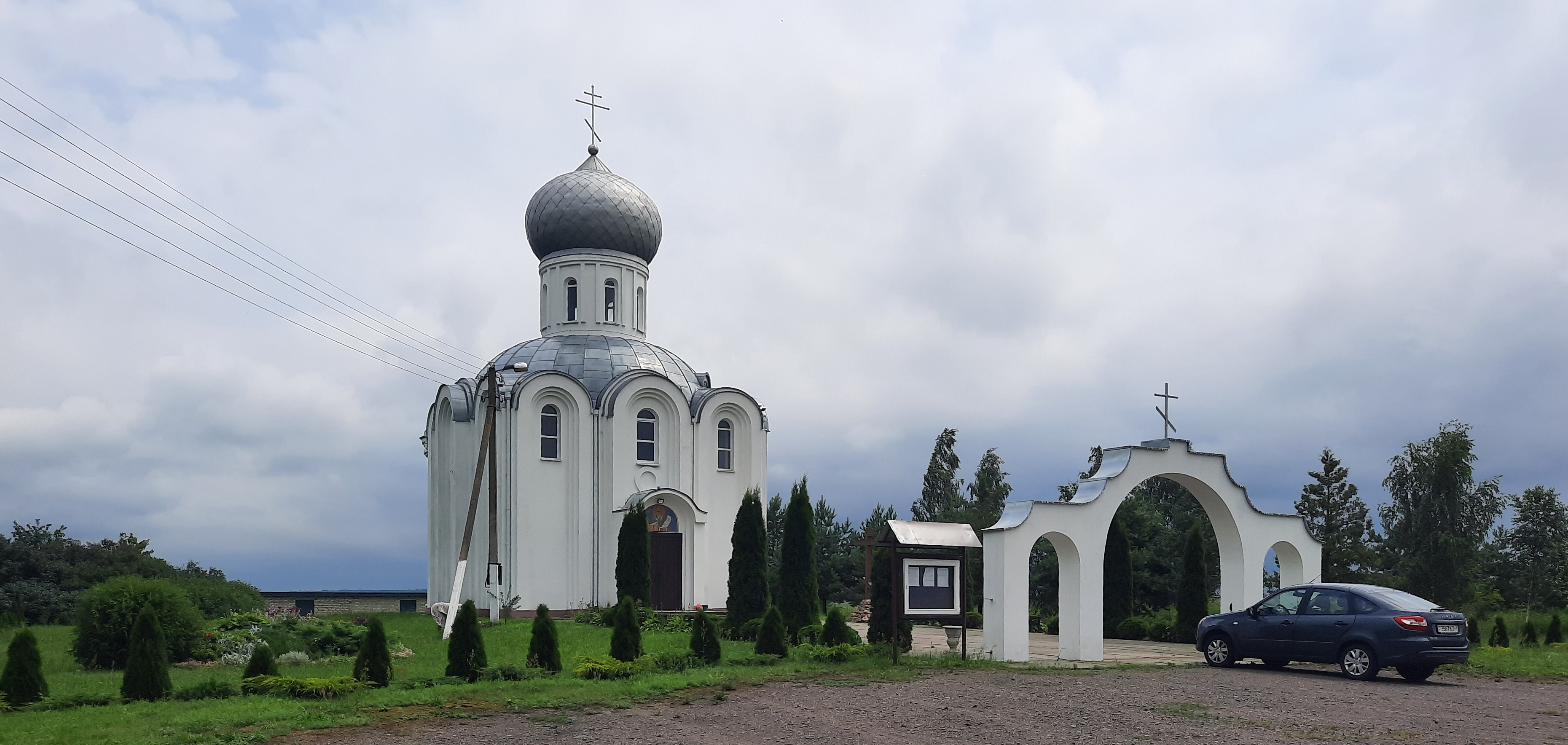
Свято-Ильинская церковь

Согласно Рижскому мирному договору (1921) деревня вошла в состав межвоенной Польши, где принадлежала гмине Дарево Барановичского повета Новогрудского воеводства. 
По переписи 1921 года в ней числилось 30 жилых и 30 прочих обитаемых зданий, в которых проживало 275 человек (128 мужчин, 147 женщин), в том числе 274 белоруса и 1 поляк (по вероисповеданию — 242 православных и 33 римских католика).
С 1939 года в составе БССР. С 15 января 1940 года в Новомышском районе Барановичской, с 8 января 1954 года Брестской области. 8 апреля 1957 года район переименован в Барановичский. В 1940 году — 76 хозяйств. C июня 1941 по июль 1944 года деревня находилась под немецкой оккупацией, в 1944 году она была сожжена, Ильинская церковь также сгорела во время войны. На фронтах войны погибло 11 сельчан.
До 22 марта 1962 года деревня входила в состав Лавриновичского сельсовета. В 1970 году к деревне были присоединены соседние деревни Адаховщина-2 и Адаховщина-3.
В 1996 году построена новая каменная церковь св. Ильи.
В 2013 году деревня перешла из упразднённого Колпеницкого сельсовета в Крошинский.

## Инфраструктура
- Храм пророка Илии — улица Ильинская, 3[1].
- Кладбище к северо-востоку от основной части деревни[1].
- До 2010-х годов действовал магазин — улица Светлая, 34[1] (ныне на его месте жилой дом).

## Население
На 1 января 2023 года в деревне постоянно проживало 59 человек в 33 хозяйствах.
| Численность населения (по переписям) | Численность населения (по переписям) | Численность населения (по переписям) | Численность населения (по переписям) | Численность населения (по переписям) | Численность населения (по переписям) | Численность населения (по переписям) | Численность населения (по переписям) |
| 1886                                 | 1909                                 | 1921                                 | 1940                                 | 1959                                 | 1999                                 | 2009                                 | 2019                                 |
| ------------------------------------ | ------------------------------------ | ------------------------------------ | ------------------------------------ | ------------------------------------ | ------------------------------------ | ------------------------------------ | ------------------------------------ |
| 580                                  | ↗1056                                | ↘275                                 | ↘238                                 | ↗508                                 | ↘94                                  | ↘61                                  | ↘40                                  |

## Известные уроженцы
- Николай Иванович Игнатович (1940—1992) — государственный деятель, советник юстиции 2-го класса.